# میهران نازارتیان
میهران کوستانتینی نازارتیان (Միհրան Կոստանդինի Նազարեթյան؛ زادهٔ ۱ مهٔ ۱۹۴۴) یک پزشک، استاد دانشگاه و سیاستمدار اهل ارمنستان است که از ۱۹۹۰ تاریخ تا تاریخ ۱۹۹۱ در دولت وازگن مانوکیان سمت وزیر بهداشت ارمنستان را برعهده داشت.

## زندگی‌نامه
در ۱ مهٔ ۱۹۴۴ در ایروان به دنیا آمد و از دانشگاه پزشکی دولتی ایروان و en:National Medical Research Centre for Hematology فارغ‌التحصیل شد. .